# 岡本行夫
岡本 行夫（おかもと ゆきお、1945年〈昭和20年〉11月23日 - 2020年〈令和2年〉4月24日）は、日本の外交評論家、実業家、外交官。産経新聞「正論」メンバー。
内閣総理大臣補佐官（イラク担当・沖縄担当）、内閣官房参与、内閣総理大臣外交顧問等を経て、マサチューセッツ工科大学国際研究センターシニアフェロー、立命館大学客員教授、青山学院大学特別招聘教授。位階は正五位。

## 略歴

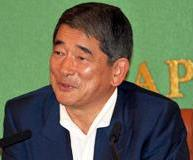
日本記者クラブでの記者会見にて

神奈川県生まれ。鎌倉市及び藤沢市で育つ。父親は農林省職員で、父親の仕事の関係で、中学時代2年間マレーシアの首都クアラルンプールに滞在した。
神奈川県立湘南高等学校を経て、1968年（昭和43年）に一橋大学経済学部を卒業し、外務省入省。板垣與一ゼミ出身。ゼミの同期に鈴木典比古が、1年後輩にいずれも外交官になった重家俊範、辻本甫、小野正昭らがいた。外務省同期に東郷和彦、馬渕睦夫らがいる。橋本宏は高校・大学・外務省の4年先輩。在アメリカ合衆国日本国大使館参事官、北米局安全保障課長、同北米第一課長など日米外交の有力ポストを歴任し、将来を嘱望される存在だったが、1991年（平成3年）に退官（辞職）した。管理職となって現場に関われなくなることに不満があったという。なお、退官時の外務事務次官は栗山尚一、ナンバー2の外務審議官は小和田恒（皇后雅子の父）と渡邊幸治。

### 外交評論家として
外務省退官後はコンサルタント会社「岡本アソシエイツ」を経営しながら、産経新聞の提言コラム「正論」欄の「正論メンバー」として定期的に執筆。2019年6月ホルムズ海峡タンカー攻撃事件では翌7月『自国の船は自分で守れ』と題して「今度こそ自分の力で自国民を守るという課題に、正面から向き合うときだろう」と寄稿するなど、親米派の外交評論家として活動した。
また、第1次橋本内閣、第2次橋本内閣で内閣総理大臣補佐官、小渕内閣で科学技術庁参与、第1次小泉内閣で内閣官房参与、第2次小泉内閣で内閣総理大臣補佐官、第3次小泉内閣で内閣総理大臣外交顧問、福田康夫内閣で外交政策勉強会メンバーを務める等、政府要職も数多く歴任している。
特に橋本内閣においては、沖縄問題担当として60回以上に渡り沖縄入りして現地との信頼関係を築きながら、普天間基地の返還・代替地移設問題や沖縄振興策策定の最前線で活動したとされる。2009年12月には、鳩山由紀夫内閣の普天間基地移設問題への対応で日米関係が悪化する中、鳩山由紀夫首相と総理大臣官邸で面会。知米派の岡本が個人的な立場から外交面で協力するとの合意をしたと報じられた。

### 実業家・教育者として
実業家としては、2000年に梅田望夫及びインド人、アメリカ人と4人でシリコンバレーのパロアルトにベンチャーキャピタル「パシフィカファンド」を設立し、ITベンチャーを支援。このほかアサヒビール取締役、三菱自動車監査役、三菱マテリアル取締役、日本郵船取締役、NTTデータ取締役等も歴任する。
2002年9月からは立命館大学客員教授として後進を指導。2005年立命館大学に「国際社会で活躍する人材養成特別プログラム」を立ち上げ、同じく元外務省の宮家邦彦立命館大学客員教授とともにスーパーバイザーを務め、外交官や国家公務員、多国籍企業など難関進路を志望で成績優秀な学生を選抜。講義やゼミナール指導、岡本行夫奨学金による海外研修などを実施している。
2012年、NPO法人新現役ネット理事長などの職を退任し、渡米、マサチューセッツ工科大学国際研究センターシニアフェローに就任。2018年青山学院大学特別招聘教授の称号を受けた。2019年立命館有功者表彰受賞。
2020年4月24日に新型コロナウイルス感染症のため死去し、5月7日に報じられた。74歳だった。死没日をもって正五位叙位、旭日中綬章追贈。マイケル・グリーン、カート・キャンベル、リチャード・アーミテージなどから追悼の言葉が寄せられた。

### 没後
遺著となった『危機の外交　岡本行夫自伝』で、第34回アジア・太平洋賞「特別賞」が授与され、遺族が授賞式に参列した。

## 人物

### 原点は湘南高校
3兄弟の次男で、3人とも「家のすぐそばだった」湘南高校に進学。「自分は（私学の）栄光学園に入る秀才タイプでもなく、ましてや慶應のお坊ちゃんでもない」といい、「（公立の）湘南（高校）は自由で徒党も組まず、そこには惹かれたかも」。
ただし、卒業後に兄は東京大学から三井物産に、弟も東大から米国ニューヨークの国際弁護士になった。岡本1人だけ一橋大に進学した理由について、湘南高で部活動のサッカーに熱中して成績が下がったためとしており、サッカー部も両親から忠告され高2の秋に退部した。「悔やみました。人生最大の敗北」で「不甲斐なくてね、その後、毎日家から海岸まで夜走った」といい、「高校時代に足腰を鍛えたおかげか、今でも健康ですよ（笑）」と、月刊誌Wedgeのインタビューに語っている。
湘南高の同級生近藤誠一も外交官（第20代文化庁長官）となり、同窓の先輩の石原慎太郎（政治家で元東京都知事）と「よく飲みに行った」。後年石原は、後任の都知事に岡本を推したが辞退され、一橋大教授にも推薦したが、これも叶わなかった。後輩で国際政治学者の三浦瑠麗について「活躍は嬉しいですね。僕も新聞の対談で知り合って、応援しなくちゃって（笑）」。なお、一橋大でヨット部に入っているが、「“湘南ボーイ”って呼ばれるのは嫌いでね。底抜けに明るくなれないんですよ」。
一橋大では、ゼミの同期に鈴木典比古（元国際基督教大学学長。現・国際教養大学学長）が、同級生に三幣利夫（元中東住友商事社長。現・敬愛大学学長）、岡本毅（日本経済団体連合会副会長）がいる。

### 「青年将校」「小和田雅子」「競争原理」
外務省では、1990年の湾岸戦争の際に北米1課長として、米軍艦船の寄港を拒む港湾関係、中東への輸送を渋る航空会社と直談判。硬骨漢の外交官で「青年将校」とも呼ばれた。
テレビ討論番組や新聞座談会で一緒に議論することが多く、同じ産経新聞の「正論」メンバーで一橋大の同窓生の吉崎達彦（双日総合研究所チーフエコノミスト）によると、岡本は「とにかく気さくで、一緒にいるだけで楽しくなる」人柄。一橋大の同窓会如水会の講演会で、外務省時代の岡本が講演で出張時のエピソードを披露。皇太子（現・天皇）の「お妃候補」報道が過熱していた頃で、オーストラリアの空港で日本人観光客の女性陣に囲まれた岡本が「はて、俺はそんなに有名人だったかな、と思ったら、彼らのお目当ては自分ではなくて、部下（後輩）の小和田雅子（現・皇后）だった」と“掴みのジョーク”で、聴衆を瞬時に難解な外交の話題に引き込んだ。硬軟併せ持つ岡本について、「発言することではなく、行動することが真骨頂の外交官」で「存在そのものが日本外交の重し」と分析している。
なお、岡本は退官後の2002年には、「政治家には介入を許し、お金の遣い方はルーズ、そして特権意識過剰」な外務省について『いまこそ外務省に競争原理を導入せよ』と題して提言した。

## 年譜
- 1961年（昭和34年）3月 藤沢市立鵠沼中学校卒業
- 1964年3月 神奈川県立湘南高等学校卒業
- 1968年3月 一橋大学経済学部卒業（板垣与一ゼミ）
- 1968年4月 外務省入省
- 1969年 英語研修（米国スワースモア大学）
- 1971年 経済協力開発機構日本政府代表部
- 1973年 経済局国際経済課事務官
- 1975年 経済局国際機関第一課事務官（貿易交渉担当）
- 1978年 北米局北米第一課首席事務官
- 1981年 在エジプト日本国大使館一等書記官（中東和平担当）
- 1983年 在アメリカ合衆国日本国大使館参事官（政務担当）
- 1985年8月 北米局安全保障課長
- 1988年7月 北米局北米第一課長
- 1991年（平成3年）1月 退官
- 同年 株式会社岡本アソシエイツ設立、同代表取締役就任
- 1991年 - 国際交流基金参与
- 1996年11月 - 1998年3月10日 内閣総理大臣補佐官（非常勤・沖縄担当）
- 1998年7月 - 2000年6月 科学技術庁参与
- 2000年3月30日 - 2008年3月26日 アサヒビール株式会社取締役
- 2000年6月 三菱マテリアル株式会社取締役
- 2000年7月 パシフィカ・ネオ・ベンチャーズ・エル・エル・シー設立、同共同代表就任
- 2001年9月 - 2003年 内閣官房参与
- 2002年9月 立命館大学客員教授（国際社会で活躍する人材養成特別プログラム）
- 2003年4月 - 2004年4月 内閣総理大臣補佐官（非常勤・イラク担当）
- 2004年4月  内閣総理大臣外交顧問
- 2007年6月 - 三菱自動車工業株式会社社外監査役
- 2008年6月 - 日本郵船株式会社取締役
- 2011年7月 - 一般社団法人東北漁業再開支援基金希望の烽火設立、同代表理事
- 2012年2月 - 復興庁復興推進委員会委員
- 2012年10月 - マサチューセッツ工科大学国際研究センター(CIS）シニアフェロー
- 2014年6月 - 株式会社NTTデータ取締役[24]
- 2014年9月 - 朝日新聞社慰安婦報道第三者委員会委員
- 2015年2月 - 第3次安倍内閣21世紀構想懇談会委員[25]
- 2018年6月 青山学院大学特別招聘教授[10]
  - この他に、アサヒビールアドバイザリーボードメンバー（1998年 - 2000年）、日本郵船アドバイザリーボードメンバー（2006年 - 2008年）、NTTドコモアドバイザリーボードメンバー、東芝経営諮問会議メンバー、小松製作所インターナショナル・アドバイザリー・ボード社外アドバイザー、株式会社東海東京調査センター理事長、上総モナークカントリークラブ理事、Oakキャピタル株式会社顧問、外交政策勉強会（福田康夫首相の私的懇談会）メンバー（2007年12月 - ）、内閣府沖縄米軍基地所在市町村に関する懇談会委員、財務省国際経済・金融システム研究会委員、観光庁「普遍的な日本の魅力」の再構築・発信に関する検討会委員、電通総研客員研究員、富士通総研特命顧問、小僧com株式会社アドバイザリーボードメンバー（2008年 - ）、一般財団法人日本フラッグフットボール協会代表理事、財団法人東京財団評議員、財団法人日本教育科学研究所理事、福島県しゃくなげ大使等も務める。
- 2020年（令和2年）4月24日 - 新型コロナウイルス感染症のため死去[1]。

## 入省同期
- 赤澤正人（元嘉悦大学長・神田外語大学長）
- 榎泰邦（元駐インド大使・外務省中東アフリカ局長）
- 大島正太郎（元駐韓大使・外務審議官）
- 小川郷太郎（エイ・エフ・エス日本協会理事長・元イラク復興支援大使）
- 鏡武（中東調査会副理事長・元駐シリア大使）
- 小林秀明（元迎賓館長・東宮侍従長）
- 東郷和彦（元外務省欧亜局長・条約局長）
- 服部則夫（元OECD大使・外務報道官）
- 槙田邦彦（元駐シンガポール大使・外務省アジア大洋州局長）
- 馬渕睦夫（元防衛大学校教授・駐ウクライナ大使）
- 美根慶樹（元日朝国交正常化交渉日本政府代表・防衛庁参事官）

## 著書

### 単著
- 『さらば漂流日本――自力航行への転換』（東洋経済新報社、1995年）
- 『ニッポン再生最前線――岡本行夫対談集』（都市出版、1997年）
- 『砂漠の戦争――イラクを駆け抜けた友、奥克彦へ』（文藝春秋、2004年/文春文庫、2006年）
- 『危機の外交――岡本行夫自伝』（新潮社、2022年）

### 共著
- （水野清・榊原英資・堺屋太一）『「官僚」と「権力」――省庁再編はなぜねじ曲げられたか』（小学館文庫、2001年）
- （田原総一朗）『生きのびよ、日本!!』（朝日新聞社、2003年/朝日文庫、2005年）
- （森本敏）『日米同盟の危機 日本は孤立を回避できるか』（ビジネス社、2007年）
- （五百旗頭真・伊藤元重・薬師寺克行）『岡本行夫 現場主義を貫いた外交官』（朝日新聞出版、2008年）
- （佐藤優）『知の超人対談 岡本行夫・佐藤優の「世界を斬る」』（産経新聞出版、2009年）

### 共編著
- （島田晴雄・井尻千男・木村昌人）『責任ある平和主義を考える――国際社会と共存するために』（PHP研究所、1991年）

### 翻訳
- ジョン・C・マクスウェル『人を動かす人の「質問力」』監訳 三笠書房 2016

## 出演
| 期間          | 期間          | 番組名                           | 役職                                           |
| ------------- | ------------- | -------------------------------- | ---------------------------------------------- |
| 2006年7月     | 2008年9月     | ブロードキャスター（TBS）        | アンカーマンでのコメンテーター                 |
| 2016年4月20日 | 2017年9月27日 | ユアタイム（フジテレビ）         | 水曜日ニュースコンシェルジュでのコメンテーター |
| 2016年6月     | 2020年3月     | サンデーモーニング（TBS）        | パネリストでのレギュラーコメンテーター         |
| 2019年4月7日  | 2020年3月29日 | 日曜報道 THE PRIME（フジテレビ） | PRIMEキャスター                                |